# Rhyacophila vedra
Rhyacophila vedra is een schietmot uit de familie Rhyacophilidae. De soort komt voor in het Nearctisch gebied.